# Lwachimo (cours d'eau)
Pour les articles homonymes, voir Luachimo.
La Longatshimo, aussi appelée Lwatshimo, (en portugais Lwachimo, aussi orthographié Luachimo ou Lwacimo), est une rivière d’Angola et de république démocratique du Congo, et un affluent de la rivière Kasaï. 